# Michael Holzach
Michael Holzach (* 8. April 1947 in Heidelberg; † 21. April 1983 in Dortmund) war ein deutscher Journalist und Buchautor.

## Leben
Nach der Scheidung seiner Eltern 1948 zog Holzach mehrfach um. Sechs Jahre lang lebte er in Heppenheim. Von 1958 bis 1968 besuchte er das Internat Landschulheim am Solling in Holzminden. Sein Abitur machte er 1968. 
Er studierte neun Semester lang Sozialwissenschaften an der Ruhr-Universität Bochum und war dort Mitherausgeber der Bochumer Studentenzeitung. Er unternahm währenddessen Stipendienreisen nach Israel und Indien. Nach einem Volontariat bei der Westfälischen Rundschau arbeitete Holzach als Reporter beim Zeitmagazin, bei dem er Reportagen über Randgruppen veröffentlichte. Neben dem Thema der Minderheiten befasste er sich auch mit anderen sozialen Problemen. In Zusammenarbeit mit Timm Rautert entstanden Reportagen über Jugendalkoholismus, Gastarbeiter, Arbeitslose und die Anti-Atom-Bewegung.
Er verbrachte das Jahr 1978 bei den deutschen Hutterern in Nordamerika und schrieb seine Erfahrungen in dem Buch Das vergessene Volk nieder. Auszüge aus diesem Buch sind in einer Reportage für das Geo Magazin zusammengefasst. Die Fotos zu beiden Werken stammen ebenfalls von Timm Rautert.
Richtig bekannt wurde Holzach aber erst durch seinen Aussteigerbericht Deutschland umsonst. Zu Fuß und ohne Geld durch ein Wohlstandsland, in dem er seine Durchwanderung der Bundesrepublik von Norden nach Süden (und wieder zurück) im Jahre 1980 beschrieb. Die Wanderung unternahm er zusammen mit seinem Hund Feldmann, einem Boxer-Mischlingsrüden, den er zuvor eigens zu diesem Zweck aus einem Tierheim geholt hatte.
Im Frühjahr 1983 begannen Vorarbeiten zur Verfilmung seines Reiseberichts. Während der Motivsuche an der Emscher in Dortmund-Dorstfeld rutschte sein Hund „Feldmann“ an der betonierten Uferböschung ab und fiel in den Kanal. Holzach sprang hinterher, wurde aber von der starken Strömung mitgerissen, schlug mit dem Kopf gegen einen Betonpfeiler, wurde bewusstlos und ertrank. Sein Hund konnte jedoch von der Feuerwehr gerettet werden.
In Anlehnung an den mittlerweile zum Kultbuch avancierten Reisebericht Deutschland umsonst entstand 1993, zehn Jahre nach dem Tod Holzachs, eine vierteilige ZDF-Miniserie mit dem Titel Zu Fuß und ohne Geld. Die Serie mit Robert Atzorn in der Hauptrolle gab die Erlebnisse Holzachs und den Handlungsverlauf des Buches allerdings nur teilweise wieder.
Holzach war ab 1977 mit der Künstlerin Freda Heyden liiert, die in München lebt. Er hatte einen Halbbruder.
Begraben ist Michael Holzach auf dem Friedhof des Landschulheims am Solling in Holzminden. In der Nähe seines Todesortes in Dortmund-Mengede wurde der Michael-Holzach-Weg nach ihm benannt.
Die Einrichtung einer Gedenkstätte für Michael Holzach nahe der Unglücksstelle  scheiterte 2015. Im Juni 2016 wurde in der Nähe der Unglücksstelle an der Emscher eine Stele mit einem QR-Code zur Erinnerung an Michael Holzach installiert.

## Werke
- Das vergessene Volk. Ein Jahr bei den deutschen Hutterern in Kanada. Fotos Timm Rautert. Hoffmann & Campe, Hamburg 1980 ISBN 3-455-08844-9; dtv 30008, München 1996 ISBN 3-423-30008-6
- Die Hutterer. Reportage über ein Jahr bei den deutschen Hutterern in Kanada. In: GEO. Gruner & Jahr, Hamburg August 1979 ISSN 0342-8311 S. 74 – 104
- Deutschland umsonst. Zu Fuß und ohne Geld durch ein Wohlstandsland. Hoffmann und Campe, Hamburg 1982 ISBN 3-45510-3022
- Freda Heyden (Zeichnungen), Michael Holzach (Text): Ich heiße Feldmann und bin ein Hund. Ein Kinderbuch. Hoffmann und Campe, Hamburg 1983 ISBN 3-455-08731-0
- Freda Heyden (Hrsg.), Michael Holzach: Zeitberichte. Willi Weismann, München 1985 ISBN 3-88897-019-9; dtv 11071, München 1989 ISBN 3-423-11071-6

## Dokumentarfilm
- Tod in der Emscher. Dokumentarfilm von Enno Hungerland. Erstsendung: WDR 3, 21. November 1985.[11] vimeo.com